# Sophie Capewell
Sophie Capewell (Lichfield, 4 de septiembre de 1998) es una deportista británica que compite en ciclismo en la modalidad de pista.
Participó en los Juegos Olímpicos de París 2024, obteniendo una medalla de oro en la prueba de velocidad por equipos (junto con Katy Marchant y Emma Finucane).
Ganó cinco medallas en el Campeonato Mundial de Ciclismo en Pista entre los años 2021 y 2024, y tres medallas en el Campeonato Europeo de Ciclismo en Pista, en los años 2023 y 2024.

## Medallero internacional
| Juegos Olímpicos   | Juegos Olímpicos         | Juegos Olímpicos  | Juegos Olímpicos      |
| Año                | Lugar                    | Medalla           | Competición           |
| ------------------ | ------------------------ | ----------------- | --------------------- |
| 2024               | París (Francia)          | Medalla de oro    | Velocidad por equipos |
| Campeonato Mundial |                          |                   |                       |
| Año                | Lugar                    | Medalla           | Competición           |
| 2021               | Roubaix (Francia)        | Medalla de bronce | Velocidad por equipos |
| 2022               | Saint-Quentin (Francia)  | Medalla de bronce | Velocidad por equipos |
| 2023               | Glasgow (Reino Unido)    | Medalla de plata  | Velocidad por equipos |
| 2024               | Ballerup (Dinamarca)     | Medalla de oro    | Velocidad por equipos |
| 2024               | Ballerup (Dinamarca)     | Medalla de plata  | 500 m contrarreloj    |
| Campeonato Europeo |                          |                   |                       |
| Año                | Lugar                    | Medalla           | Competición           |
| 2023               | Grenchen (Suiza)         | Medalla de plata  | Velocidad por equipos |
| 2023               | Grenchen (Suiza)         | Medalla de bronce | Velocidad individual  |
| 2024               | Apeldoorn (Países Bajos) | Medalla de plata  | Velocidad por equipos |